# Lognes
Lognes é uma comuna francesa localizada na região administrativa da Ilha de França, no departamento de Sena e Marne. A comuna possui 13 833 habitantes segundo o censo de 2014.

## Toponímia
A cidade de Lognes conheceu nomes diferentes ao longo dos séculos. Na Crônica de Fredegário, o lugar aparece sob o nome de Laucaunia-Sylva (século VII talvez vindo do gaulês louko que significa "floresta, bosque", equivalente do latim lucus "bosque sagrado"), depois Oingniata (século XII), Loengnes (século XII), Lugnes (século XIII), Lugnis (século XIII), Longnes (1227), Loingnes (1464), Longnes-en-Brie (1650) e Ognes-en-Multien (século XVII).